# Râle à bec ensanglanté
Pardirallus sanguinolentus
Espèce
Synonymes
- Rallus sanguinolentus Swainson, 1838
- Ortygonax sanguinolentus (Swainson, 1838)

Statut de conservation UICN

 LC  : Préoccupation mineure
Le Râle à bec ensanglanté (Pardirallus sanguinolentus) est une espèce d'oiseaux de la famille des Rallidae.

## Description
Oiseau de taille moyenne (une trentaine de centimètres séparent l'extrémité de son bec du bout de sa queue), il est plus haut sur pattes que la gallinule à face noire qu'il n'est pas rare de voir en sa compagnie. Le plumage de l'adulte est globalement sombre : brun sur le dessus, de la nuque à la queue en passant par le dos et les ailes, le reste est gris ardoisé. Son bec jaunâtre est légèrement recourbé vers le bas. Celui-ci possède une large base arborant une teinte bleu pâle tendant progressivement vers le vert sur la mandibule supérieure, et une tache rouge qui a valu son nom à l'espèce sur la mandibule inférieure. Les pattes sont rouge corail. Il n'y a pas de dimorphisme sexuel.
Chez les juvéniles, le gris du plumage est remplacé par du beige, le bec et les pattes sont ternes.

## Habitat
Ce râle vit au bord de l'eau, près de lacs ou de marais. Peu farouche (à la différence de son cousin le râle noir), on peut le rencontrer jusqu'en pleine ville où il est souvent victime du trafic routier.

## Répartition
Son aire dissoute s'étend à travers l'Amérique du Sud : Argentine, Bolivie, Brésil, Chili, Équateur, Paraguay, Pérou et Uruguay ; il est erratique aux Malouines.

## Taxinomie
Six sous-espèces de Pardirallus sanguinolentus sont connues:
- Pardirallus sanguinolentus simonsi - sur le littoral aride du Pérou et du nord du Chili.
- Pardirallus sanguinolentus tschudii - dans les zones tempérées du Pérou (abords du Río Marañón et Lac Titicaca).
- Pardirallus sanguinolentus zelebori - au sud-est du Brésil.
- Pardirallus sanguinolentus sanguinolentus - à l'extrême sud-est du Brésil, en Uruguay, au Paraguay et au nord de l'Argentine.
- Pardirallus sanguinolentus landbecki - dans la zone centrale du Chili (de l'Atacama à la Province de Llanquihue) et dans la zone argentine frontalière.
- Pardirallus sanguinolentus luridus - sur la Terre de Feu.